# Station Wrześnica
Station Wrześnica is een spoorwegstation in de Poolse plaats Wrześnica.